# Tuíre com facão no rosto de diretor da Eletronorte
Tuíre mit einer Machete vor dem Gesicht des Direktors von Eletronorte

Link zum Bild

Das Bild Tuíre com facão no rosto de diretor da Eletronorte (dt.: „Tuíre mit einer Machete vor dem Gesicht des Direktors von Eletronorte“) ist eine Fotografie von Protásio Nenê von 1989. Darauf ist die damals 19-jährige Indigene Tuíre Kayapó mit einer Machete vor dem Gesicht eines Direktors von Eletronorte während einer Anhörung zum Belo-Monte-Wasserkraftwerks-Projekt in Altamira im Süden von Pará zu sehen. Das Foto ging um de ganze Welt. Es prägte die Geschichte des indigenen Aktivismus in Brasilien. Die Fotografie trug mit ihrer weltweiten Wirkung damals zur Unterbrechung des Projekts bei.

## Kontext
Auf dem Foto ist Tuíre Caiapó mit einer Machete vor dem damaligen Direktor von Eletronorte, José Antônio Muniz Lopes, während des Treffens der indigenen Nationen des Xingu im Jahr 1989 zu sehen. Bei dem Treffen ging es um den Bau eines Wasserkraftwerks am Rio Xingu (Kararaô).

## Weitere Versionen
Neben der Aufnahme von Protásio Nenê gibt es auch eine Aufnahme des gleichen Moments von Paulo Jares.
Paulo Jares - Tuíra

Link zum Bild